# Sainte-Gemmes-le-Robert
Sainte-Gemmes-le-Robert – miejscowość i gmina we Francji, w regionie Kraj Loary, w departamencie Mayenne. Nazwa miejscowości pochodzi od imienia św. Gemmy.
Według danych na rok 1990 gminę zamieszkiwało 771 osób, a gęstość zaludnienia wynosiła 22 osób/km² (wśród 1504 gmin Kraju Loary Sainte-Gemmes-le-Robert plasuje się na 687. miejscu pod względem liczby ludności, natomiast pod względem powierzchni na miejscu 202.).